# 死亡片场
《死亡片场》（英語：Dead Set）是一部广受好评的英国恐怖电视剧，故事主要发生在真实节目《老大哥》的虚构演播室中。
本剧讲述了《老大哥》节目演播室中，演播人员被喪屍困住，后演播室成为幸存者避难所的故事。
本剧5集于《老大哥 2008》节目结束后六个星期的2008年10月27日首播于E4频道，连播五晚。该节目的制作公司是Zeppotron，该公司是Endemol集团的一部分，该集团负责制作现实中的《老大哥》节目。